# ضريح سخي
ضريح ساخي شاه مردان أو زيارة ساخي (الباشتو/الداري: زیارت سخی)، هو مزار ومسجد يقع في منطقة كارتي ساخي في كابل، أفغانستان.  ويرتبط بالمكان الذي جلبت إليه عباءة النبي الإسلامي محمد وبزيارة علي، صهر وابن عم النبي محمد، الذي أصبح فيما بعد الخليفة الرابع. يقع الضريح عند سفح تل أساماي، المعروف الآن باسم تل التلفاز. إلى الشمال والغرب توجد مقبرة ساخي.

## تصميم
تم تزيين الضريح ببلاط زجاجي على الطراز الصفوي الفارسي الجديد . و يحمل المبنى العديد من النقوش ، بما في ذلك النصوص الاهدائية ، و الايات القرانية ، و الادعية ، و الاحاديث، و الشعر.

## التاريخ والأسطورة
ويعتقد أن هذا الضريح يشير إلى المكان الذي تم فيه حفظ عباءة محمد في طريقها إلى موقعها الحالي في ضريح العباءة في قندهار . ويقال أن الرداء نسجه محمد بنفسه بمساعدة ابنته فاطمة ، وزوجها، وابن عم محمد علي ، وأبنائهما الحسن والحسين . قبل أن يموت محمد، أوصى بعباءته لأويس القرني ، وأخبر علي وعمر أن أويس يجب أن يُعطى العباءة عند وفاته. وبعد وفاة محمد، أخذ أويس الرداء إلى غار حراء في جبل النور ، حيث تلقى محمد الوحي الأول. ويعتقد أنها بقيت في الكهف إلى أن نقلها الشيخ العالي قطبة العتقية إلى بغداد. واستولى عليها تيمور فيما بعد ونقلها إلى عاصمته سمرقند ، حيث بقيت هناك حتى عام 1076هـ/1665م-1666م. ثم تم نقل العباءة إلى الهند، ومن هناك تم نقلها إلى بلخ ، في غرب أفغانستان الحالية، بواسطة حاكم المدينة آنذاك، مير يار بيك. قام ببناء حصن في جوزجون، بدخشان ، لحفظ الملابس بشكل آمن. وبعد انتقال العباءة إلى جوزجون، أصبحت المستوطنة تُعرف باسم فايز آباد . وستبقى العباءة هناك لمدة تسعة وسبعين عامًا.
وفي سنة 1181هـ/1767م-1768م قرر أحمد شاه دراني نقل العباءة إلى عاصمته قندهار. وأوكل مهمة النقل إلى شاه والي خان اعتماد الدولة. لقد حمل العباءة في رحلتها جماعة من الرجال الأتقياء. تقع كابول على الطريق المتجه جنوبًا من فايز آباد، وكانت المجموعة تتوقف بالقرب من حافة المدينة للراحة والسماح للسكان المحليين برؤية العباءة. في أحد الأيام، لاحظ الرجال الذين يحملون الرداء رجلاً يرتدي اللون الأخضر يصلي بجانبه. وفي الليلة الثالثة، حلموا أن الرجل ذو اللون الأخضر جاء ليرى العباءة مرة أخرى. وعندما أخرج سيفه من غمده ووضعه على صخرة قريبة لاحظوا أن نصل السيف له طرف مزدوج. فعرفوا أن السيف هو ذو الفقار ، وصاحبه هو الإمام علي. الصخرة التي يعتقد أن علي وضع سيفه عليها أصبحت الآن محاطة بمبنى الضريح. وعندما استيقظ الرجال، عرفوا أنه يجب بناء ضريح في هذا المكان. قام أحمد شاه برعاية بناء الهيكل الأول، الذي كان يتكون من قبة واحدة فوق الصخرة. وبقيت العباءة هنا لمدة ثمانية أشهر، قبل أن تستكمل رحلتها جنوباً إلى قندهار، حيث لا تزال قائمة حتى اليوم. وقد تم إخراجها من ضريحها وارتداها الملا عمر في عام 1996.

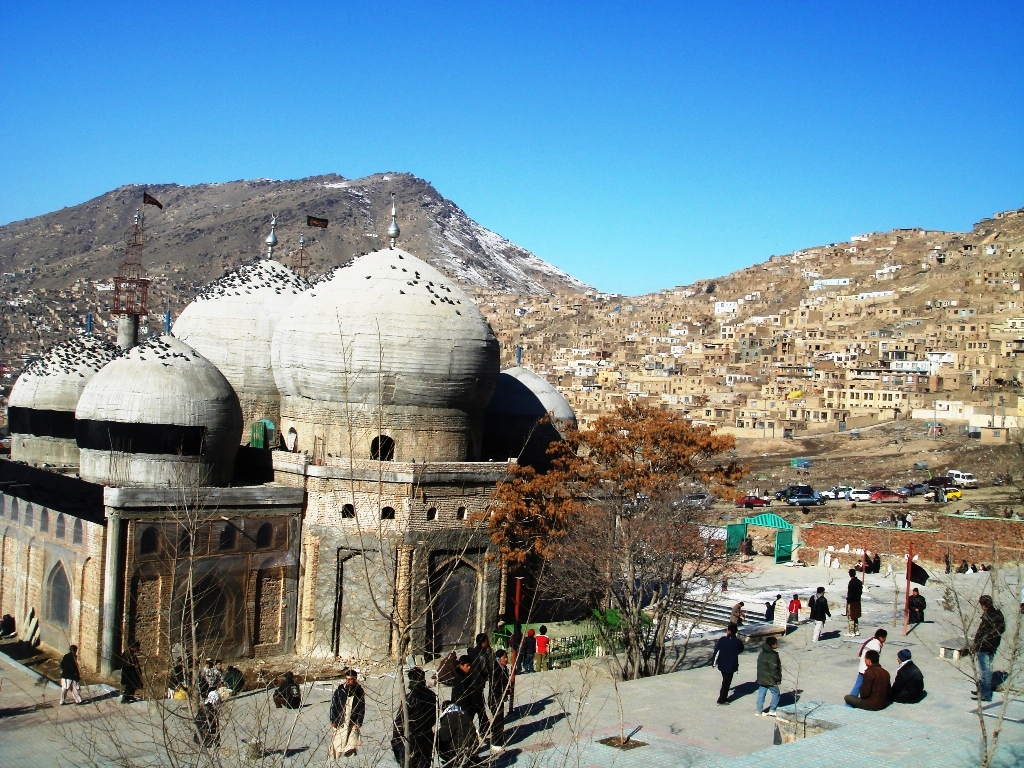
الجزء الخلفي من الضريح قبل الترميم

تمت إضافة قبة ثانية للضريح من قبل والدة أمان الله خان في عام 1919. تمت إضافة القباب الأربعة الإضافية خلال أعمال التجديد التي جرت بين عامي 2008 و2016[بحاجة لمصدر]</link> .
و يقام كل عام احتفال شعبي بعيد النوروز خارج المرقد ، حيث تم رفع راية كبيرة تخليدا لذكرى الامام علي حامل لواء محمد .
يمكن الوصول إلى ضريح صغير تحت الأرض من الجانب النسائي للمبنى. تم حفر سلم ضيق في الصخر السفلي، يؤدي إلى غرفة صغيرة تشبه الكهف حيث تترك النساء الآن عرائضهن وقرابينهن النذرية. على جانب الرجال، هناك آثار بصمة يد.
يزور هذا المقام بشكل رئيسي الهزارة ، وهم مجتمع شيعي. ونتيجة لهذا السبب إلى حد كبير، أصبح الضريح ضحية لعدد من الهجمات الكبيرة، بما في ذلك التفجير الانتحاري في كابول في مارس/آذار 2018 . في أواخر عام 2021، انضم صحفيون من صحيفة نيويورك تايمز إلى وحدة طالبان المكونة من ستة أفراد والمكلفة بحماية الضريح من تنظيم الدولة الإسلامية ، مشيرين إلى "مدى الجدية التي بدا عليها الرجال في أداء مهمتهم".